# Club Deportivo Social y Cultural Iberia
Club Deportivo Social y Cultural Iberia är en fotbollsklubb från Los Ángeles, en stad i regionen Biobío, i Chile. Klubben bildades 15 juni 1933 i Santiago av människor med rötter i Spanien samt före detta medlemmar av Unión Española. Klubben tvingades flytta till Los Ángeles 1969 på grund av ekonomiska problem och kallade sig Iberia Biobió mellan 1974 och 1994 då man återgick till att enbart kalla sig för Iberia.